# Amaque
Amaque är en ort i Mexiko.   Den ligger i kommunen Mineral de la Reforma och delstaten Hidalgo, i den sydöstra delen av landet, 90 km nordost om huvudstaden Mexico City. Amaque ligger 2 456 meter över havet och antalet invånare är 480.
Terrängen runt Amaque är huvudsakligen kuperad, men åt sydväst är den platt. Runt Amaque är det mycket tätbefolkat, med 1 135 invånare per kvadratkilometer. Närmaste större samhälle är Pachuca de Soto, 7,8 km nordväst om Amaque. Omgivningarna runt Amaque är i huvudsak ett öppet busklandskap.